# Verdaches
Verdaches – miejscowość i gmina we Francji, w regionie Prowansja-Alpy-Lazurowe Wybrzeże, w departamencie Alpy Górnej Prowansji.

## Demografia
Według danych na rok 1990 gminę zamieszkiwało 61 osób, a gęstość zaludnienia wynosiła 3 osoby/km². W styczniu 2015 r. Verdaches zamieszkiwały 62 osoby, przy gęstości zaludnienia wynoszącej 3,05 osób/km².